# آرثر ويلسون
آرثر ويلسون (بالإنجليزية: Arthur Wilson)‏ (6 أكتوبر 1908 نيوكاسل أبون تاين المملكة المتحدة - 1 يناير 2000) هو لاعب كرة قدم بريطاني سابق كان يلعب كمدافع.